# Harold Pinter

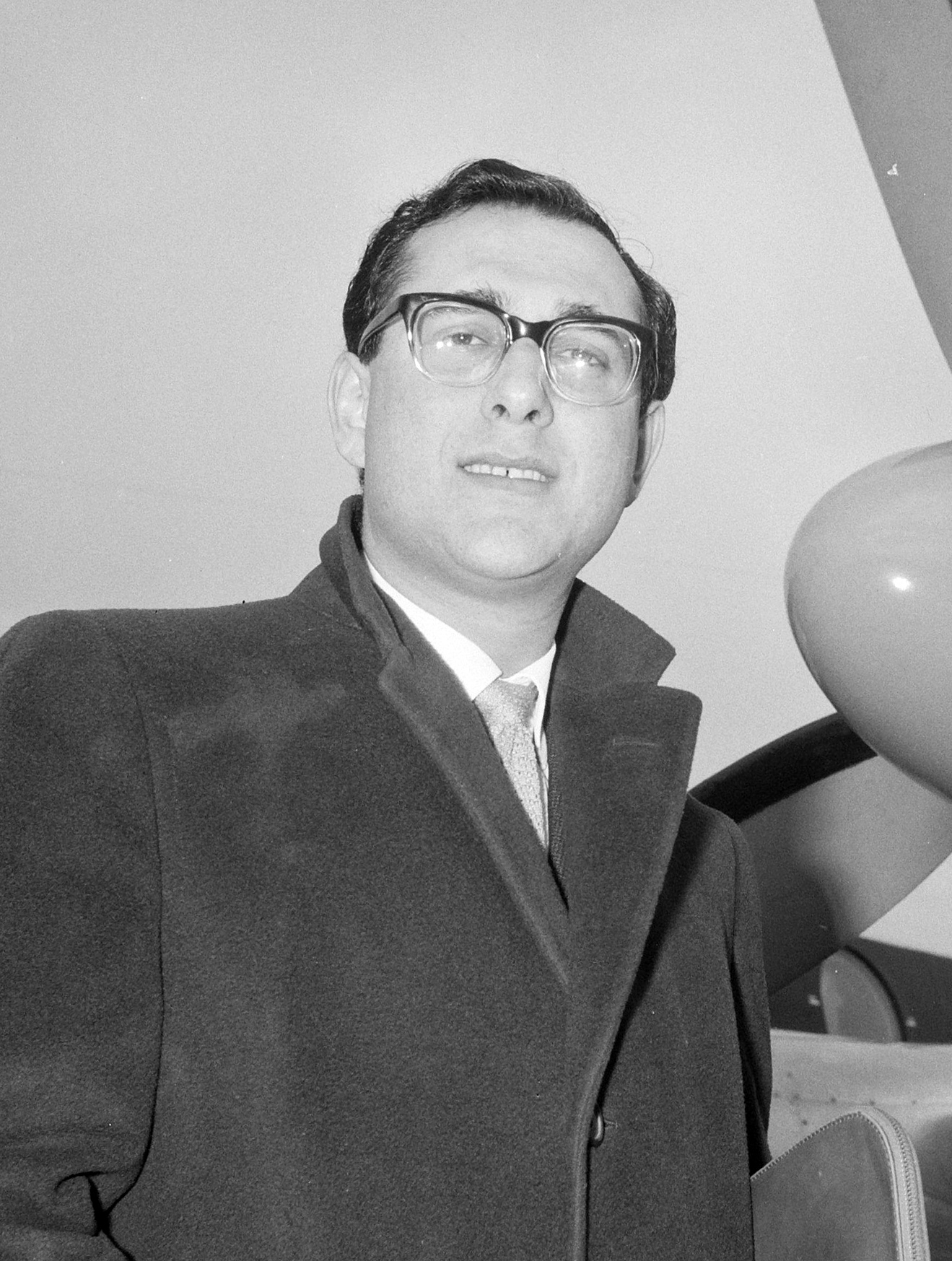
Harold Pinter (1962)

Harold Pinter (10 tháng 10 năm 1930 - 24 tháng 12 năm 2008) là một nhà viết kịch và đạo diễn sân khấu người Anh, đã đoạt Giải quốc gia Áo cho Văn học châu Âu năm 1972, giải Franz Kafka năm 2005 và được tặng Giải Nobel Văn học năm 2005.

## Tiểu sử
Harold Pinter từ nhỏ đã đóng kịch ở trường học. Năm 1948 vào học trường Kịch nghệ Hoàng gia (Royal Academy of Dramatic Art) nhưng không tốt nghiệp. Năm 1950 in những bài thơ đầu tiên (ông từng làm thơ, viết văn nhưng sau khi dựng vở kịch đầu tiên thì quyết định trở thành nhà viết kịch). Vở kịch một màn đầu tiên The Room (Căn phòng) được dàn dựng ở Đại học Bristol. Trong những năm này Harold Pinter diễn kịch lấy nghệ danh là David Baron. Năm 1960 viết vở kịch The Caretaker (Người trông nhà) cho cả nước Anh thấy rằng đã có một nhà viết kịch tài năng xuất hiện. Nửa đầu thập niên 1960 Pinter viết nhiều vở kịch nổi tiếng như: The Collection (Bộ sưu tập, 1961); The Lover (Người tình, 1962); Tea Party (Hội uống trà, 1964); The Homecoming (Đi về nhà, 1965)... Những vở kịch sau này được dàn dựng thường xuyên có thể kể đến: No Man's Land (Miền đất không của người nào, 1974); The Betrayal (Sự phản bội, 1978); Mountain Language (Ngôn ngữ của núi rừng, 1988)...
Pinter tiếp tục phân tích những góc bí ẩn trong lòng người không chỉ bằng kịch mà cả điện ảnh. Ông viết kịch bản cho các bộ phim: The Servant (Người đầy tớ, 1963); The Accident (Sự rủi ro, 1967); The Go-Between (Người môi giới, 1970)... Bảng kịch bản phim của ông dựa vào tiểu thuyết The Last Tycoon (Trùm tư bản cuối cùng) của nhà văn F. Scott Fitzgerald được quay thành bộ phim nổi tiếng. Tiểu thuyết The French Lieutenant's Woman (Người tình của viên trung uý Pháp) của nhà văn John Fowles cũng là bộ phim nổi tiếng với kịch bản của Pinter. Tiểu thuyết Der Prozess (Vụ án) của Franz Kafka cũng là một trường hợp tương tự... Nhiều vở kịch của mình được ông chuyển thành kịch bản phim và ông cũng là một diễn viên điện ảnh. Harold Pinter nhận được rất nhiều giải thưởng các loại, trong số đó có "Giải thưởng Shakespeare", "Giải thưởng châu Âu", "Giải thưởng Pirandello"... tất cả gần hai chục giải thưởng.
Ngoài hoạt động nghệ thuật ông còn là một nhà hoạt động chính trị. Từ đầu thập niên 1970 Pinter đã tích cực tham gia vào phong trào nhân quyền. Năm 1985, theo sáng kiến của Hội văn bút Quốc tế (International PEN) Harold Pinter cùng nhà soạn kịch người Mỹ Arthur Miller (chồng cũ của nữ diễn viên điện ảnh huyền thoại Marilyn Monroe) sang Thổ Nhĩ Kỳ để tìm hiểu chuyện đàn áp các nhà văn ở nước này. Khi đại sứ Mỹ tại Thổ Nhĩ Kỳ giải thích rằng trong tình hình quốc tế hiện tại chính phủ Mỹ không thể không ủng hộ chính quyền ở đây, ngay cả việc đàn áp đối với một số nhà văn... thì Pinter và Miller đã lớn tiếng và chửi ông đại sứ. Cả hai nhà viết kịch đã tự ý rời khỏi đại sứ quán sau đó. Sau này Pinter viết rằng đấy là một sự kiện sâu sắc nhất trong tiểu sử của mình mà ông sẽ tự hào cho đến hết đời. Ông cũng là người mạnh mẽ tố cáo việc NATO ném bom Serbia và kiên quyết phản đối Anh-Mỹ trong chiến tranh ở Afghanistan và Iraq. Năm 2003 ông xuất bản tập thơ War (Chiến tranh) về Iraq được tặng giải thưởng Wilfred Owen.
Tháng 3 năm 2005 trong một cuộc phỏng vấn của hãng truyền hình BBC, Harold Pinter tuyên bố rằng từ nay ông thôi viết kịch để tập trung sức cho việc làm thơ và chính trị vì ông "cảm thấy không yên tâm với tình hình hiện nay". "Tôi đã viết 29 vở kịch. Các bạn cho rằng vậy đã đủ chưa? Tôi cho là đủ. Tôi đã tìm thấy cho mình những hình thức khác".
Hội đồng Nobel đã quyết định trao Giải Nobel Văn học cho nhà viết kịch, nhà thơ Anh, Harold Pinter – tác giả của nhiều vở kịch nổi tiếng, đồng thời là người nổi tiếng với những quan điểm phản đối chiến tranh ở Nam Tư, Afghanistan, Iraq. Thông cáo báo chí của Viện Hàn lâm Thụy Điển nói rằng trong tác phẩm của mình, Pinter đã "mở ra những vực thẳm được che đậy sau những câu chuyện ba hoa, trống rỗng thường ngày và thâm nhập vào những không gian biệt lập của sự áp bức". Harold Pinter được coi là nhà viết kịch lớn nhất của nước Anh hiện tại, tên ông mang lại một khái niệm văn học "phong cách Pinter" (Pinteresque), thể hiện một phong cách kịch nghệ đặc thù.

## Tác phẩm
- The Room (Căn phòng, 1957), kịch
- The Dumb Waiter (Người hầu bàn câm lặng, 1957), kịch
- The Birthday Party (Tiệc sinh nhật, 1958), kịch
- The Hothouse (Nhà kính, 1958), kịch
- A Slight Ache (Nỗi đau nhẹ nhàng, 1959), kịch
- The Caretaker (Người trông nhà, 1960), kịch
- The Dwarfs (Những chú lùn, 1960), kịch
- The Collection (Bộ sưu tập, 1962), kịch
- The Lover (Người tình, 1963), kịch
- Tea Party (Hội uống trà, 1964), kịch
- The Homecoming' (Đi về nhà, 1965), kịch
- Basement (Tầng hầm, 1966), kịch
- Landscape (Phong cảnh, 1968), kịch
- Silence (Im lặng, 1968), kịch
- Night (Đêm, 1969), kịch
- Monologue (Kịch một vai, 1972), kịch
- Betrayal (Sự phản bội, 1978), kịch
- Old Times (Thời xưa, 1971), kịch
- No Man's Land (Miền đất không của người nào, 1975), kịch
- Other Places (Những chỗ khác, 1982), kịch
- The New World Order (Trật tự thế giới mới, 1991), kịch
- Ngôn ngữ của núi rừng (Mountain Language, 1988), kịch
- Ánh trăng (Moonlight, 1993), kịch
- Lễ kỉ niệm (Celebration, 1999), kịch
- Hoài niệm về quá khứ (Remembrance of Things Past, 2000), kịch
- Người đầy tớ (The Servant, 1963), kịch bản phim
- Người ăn bí ngô (The Pumpkin Eater, 1964), kịch bản phim
- Bản ghi nhớ Quiller (The Quiller Memorandum, 1965), kịch bản phim
- Sự rủi ro (Accident, 1967), kịch bản phim
- Người môi giới (The Go-Between, 1970), kịch bản phim
- Người tình của viên trung uý Pháp (The French Lieutenant's Woman, 1981), kịch bản phim
- Trùm tư bản cuối cùng (The Last Tycoon, 1976), kịch bản phim
- Chiến thắng (Victory, 1982), kịch bản phim
- Câu chuyện của cô người hầu (The Handmaid's Tale, 1987), kịch bản phim
- Đoàn viên (Reunion, 1988), kịch bản phim
- The Trial (Vụ án, 1991), kịch bản phim
- The Tragedy of King Lear (Bi kịch của vua Lear, 2000), kịch bản phim
- Thơ và văn xuôi (Poems and Prose 1949-1977, 1978), thơ, văn xuôi
- Những chú lùn (The Dwarfs: A Novel, 1990), tiểu thuyết
- Những tiếng nói khác nhau: Thơ, Văn, Chính trị 1948-1998 (Various Voices: Poetry, Prose, Politics, 1948-1998, 1998), thơ, văn xuôi
- Chiến tranh (War), thơ